# Martin Claußen

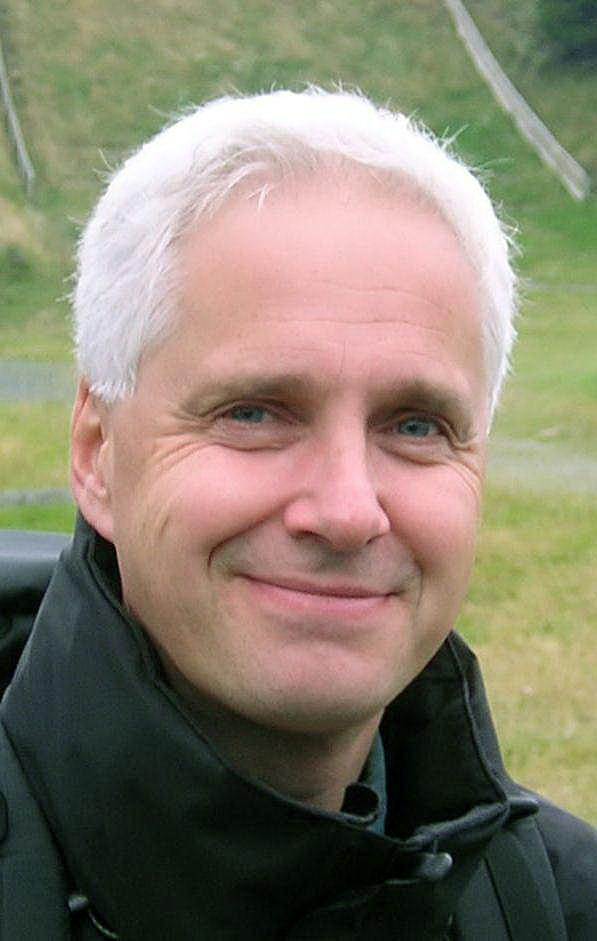
Martin Claußen (2004)

Martin Claußen (* 6. November 1955 in Fockbek, Kreis Rendsburg) ist ein deutscher Meteorologe und Klimaforscher, Professor für Allgemeine Meteorologie an der Universität Hamburg und emeritierter Direktor am Max-Planck-Institut für Meteorologie in Hamburg.

## Leben und Wirken
Claußen wuchs in Flensburg auf, wo er am Alten Gymnasium das humanistische Abitur ablegte. Er studierte an der Universität Hamburg Meteorologie, schrieb 1981 seine Diplomarbeit über Strahlungstransport in dreidimensionalen Wolkenfeldern und promovierte anschließend als Doktorand des Max-Planck-Instituts für Meteorologie an der Universität Hamburg. Seine Doktorarbeit behandelte das Thema Turbulenzspektren in der bodennahen Atmosphäre. Während seiner Promotion verbrachte Claußen ein Jahr als visiting scientist am Massachusetts Institute of Technology in Cambridge, USA. Nach 1984 arbeitete er als Postdoktorand und wissenschaftlicher Mitarbeiter am Max-Planck-Institut für Meteorologie in Hamburg und am GKSS-Forschungszentrum in Geesthacht und habilitierte sich 1991 an der Universität Hamburg mit einer Abhandlung über die bodennahe Luftströmung über inhomogenen Oberflächen.
1996 wurde Claußen zum Professor für Theoretische Klimatologie an der Freien Universität Berlin und zum Leiter der Abteilung Klimasystem am Potsdam-Institut für Klimafolgenforschung (PIK) berufen. 2002 erhielt er eine Professur für Integrierte Klimasystemanalyse an der Universität Potsdam und wurde Stellvertretender Direktor des PIK. Im Jahr 2005 wurde Claußen die Milutin Milankovic Medal der European Geosciences Union (EGU) verliehen. Im selben Jahr wurde er zum Professor für Allgemeine Meteorologie an der Universität Hamburg und zum wissenschaftlichen Mitglied und Direktor am Max-Planck-Institut für Meteorologie berufen. Im Jahr 2016 erhielt er den Georgi-Preis der GeoUnion Alfred-Wegener Stiftung.
Claußen ist Mitglied der Nationalen Akademie der Wissenschaften Leopoldina (Matrikel-Nr. 6857), der Berlin-Brandenburgischen Akademie der Wissenschaften, der Deutschen Akademie der Technikwissenschaften, der Akademie der Wissenschaften in Hamburg, der Academia Europaea, London (1999), und korrespondierendes Mitglied der Wissenschaften und der Literatur, Mainz. Er war u. a. Vorsitzender der Deutschen Meteorologischen Gesellschaft, Senator der Deutschen Forschungsgemeinschaft und Mitglied des Scientific Committee des IGBP (International Geosphere-Biosphere Programme). Von 2007 bis 2014 war Claußen der Sprecher des Exzellenzclusters „Integrierte Klimasystemanalyse und -vorhersage“ (ESC 177).

## Forschungsschwerpunkte
Forschungsschwerpunkte von Claußens Arbeit sind: Klimasystemdynamik, Simulation des Klimasystems und des Paläoklimas. Claußen ist fasziniert von der Wechselwirkung zwischen der Atmosphäre der Erde und ihrer Landoberfläche, insbesondere der Vegetation. Er erforscht, welche Rolle diese Wechselwirkung für die Entwicklung des globalen und regionalen Klimas spielt und wie der Mensch dieses Zusammenspiel beeinflusst.
Als einer der ersten hatte Claußen ein Modell der Vegetationszonen interaktiv mit einem Klimamodell gekoppelt. Damit konnte er zeigen, dass das System Vegetation – Klima bei gleichem Klimaantrieb verschiedene Gleichgewichtszustände annehmen kann. Diese Entdeckung führte zur Erkenntnis, dass ein Ökosystem nicht nur durch rein biologische Vorgänge, sondern auch durch die Wechselwirkung mit dem Klima abrupte Umbrüche erfahren kann, sobald sich die äußeren Bedingungen, wie zum Beispiel die allmählichen, langperiodische Variationen der solaren Einstrahlung und der Jahreszeiten oder der Anstieg der Treibhausgase, ändern.
Einen Fokus seiner Forschungen bildet die Entwicklung der Sahara. Er geht unter anderem der Frage nach, warum die Sahara vor einigen tausend Jahren deutlich grüner war als heute und warum sich die Vegetation in einigen Gebieten eher rasch und in anderen Gebieten eher allmählich zurückgezogen hat und wie sie sich in den nächsten Jahrhunderten ändern könnte.

## Publikationen (Auswahl)

### Fachaufsätze
- M. Claussen, V. Gayler: The greening of Sahara during the mid-Holocene: results of an interactive atmosphere - biome model. In: Global Ecology and Biogeography Letters. Band 6, Nr. 5, 1997, S. 369–377.
- M. Claussen: On multiple solutions of the atmosphere-vegetation system in present-day climate. In: Global Change Biology. Band 4, 1998, S. 549–559.
- V. Brovkin, M. Claussen, V. Petoukhov, A. Ganopolski: On the stability of the atmosphere-vegetation system in the Sahara/Sahel region. In: Journal of Geophysical Research-Atmospheres. Band 103, 1998, S. 31613–31624.
- M. Claussen, C. Kubatzki, V. Brovkin, A. Ganopolski, P. Hoelzmann, H. J. Pachur: Simulation of an abrupt change in Saharan vegetation at the end of the mid-Holocene. In: Geophys. Res. Letters. Band 24, Nr. 14, 1999, S. 2037–2040.
- M. Claussen, V. Brovkin, A. Ganopolski: Biogeophysical versus biogeochemical feedbacks of large-scale land cover change. In: Geophysical Research Letters. Band 28, 2001, S. 1011–1014.
- M. Claussen: Late Quaternary vegetation – climate feedbacks. In: Clim. Past. Band 5, Nr. 1, 2009, S. 203–216.
- M. Claussen, S. Bathiany, V. Brokvin, T. Kleinen: Simulated climate-vegetation interaction in semi-arid regions affected by plant diversity. In: Nature Geoscience. Band 6, Nr. 11, 2013, S. 954–958.
- S. Bathiany, M. Claussen, V. Brovkin: CO2 - induced Sahel greening in CMIP5 Earth System Models. In: Journal of Climate. Band 27, 2014, S. 7163–7184.
- S. Egerer, M. Claussen, C. Reick, T. Stanelle: Could gradual changes in Holocene Saharan landscape have caused the observed abrupt shift in North Atlantic dust deposition. In: Earth and Planetary Science Letters. Band 473, 2017, S. 104–112.
- M. Claussen, A. Dallmeyer, J. Bader: Theory and modeling of the African humid period and the green Sahara. In: Oxford Research Encyclopedia of Climate Science. 2017, doi:10.1093/acrefore/9780190228620.013.532

### Populärwissenschaftliche Artikel
- M. Claussen: Klimaänderungen: Mögliche Ursachen in Vergangenheit und Zukunft. In: UWSF - Umweltwissenschaft und Schadstoff-Forschung. Band 15, 2003, S. 21–30
- M. Claussen: Das große Fliegengewicht: Vegetation und ihre Wechselwirkungen mit dem globalen Klima.. In: J. Marotzke und M. Stratmann (Hrsg.): Die Zukunft des Klimas. 2015, S. 137–152.